# Gran Via de les Corts Catalanes

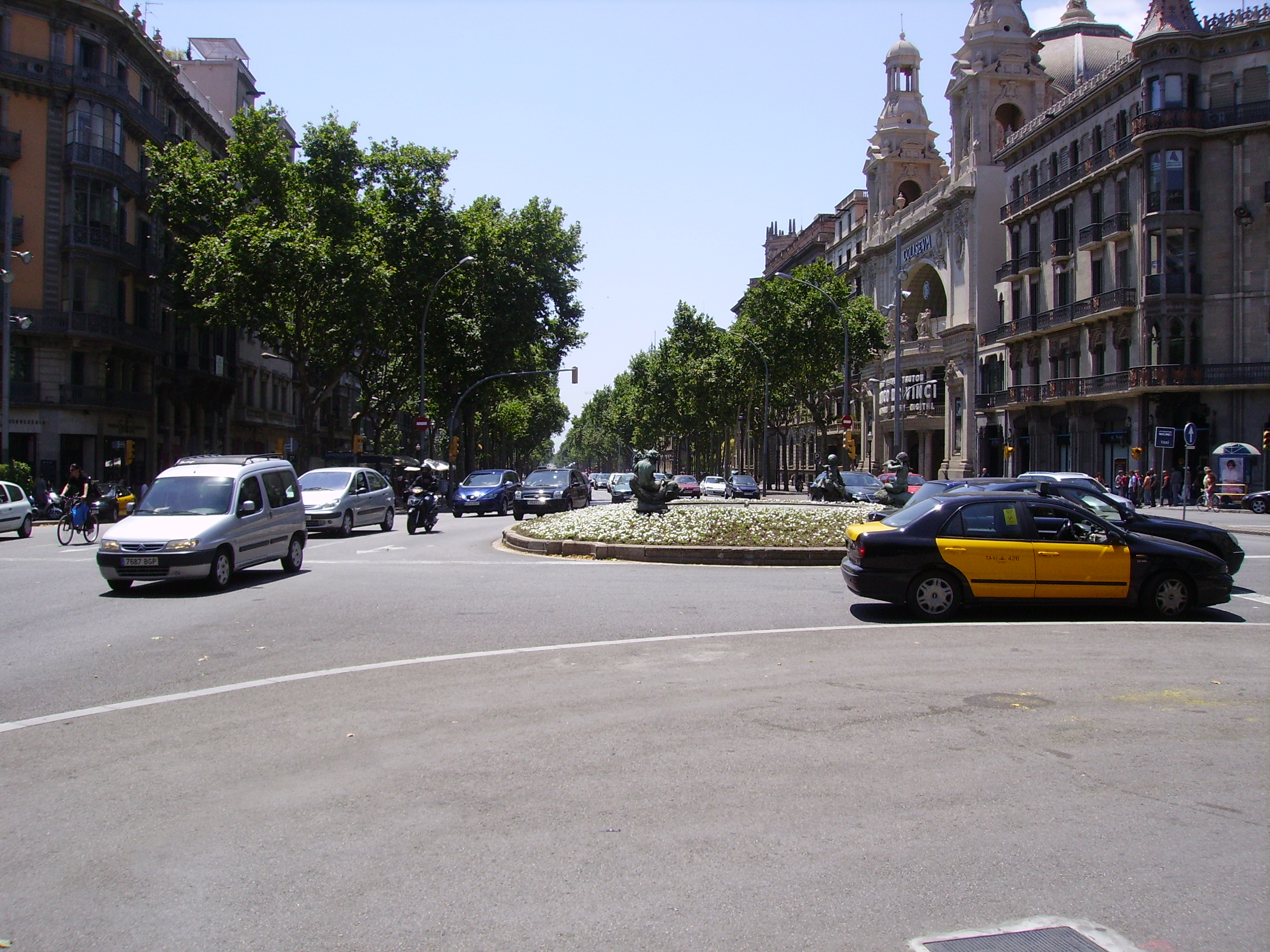
Kruising Rambla de Catalunya en de Gran Via

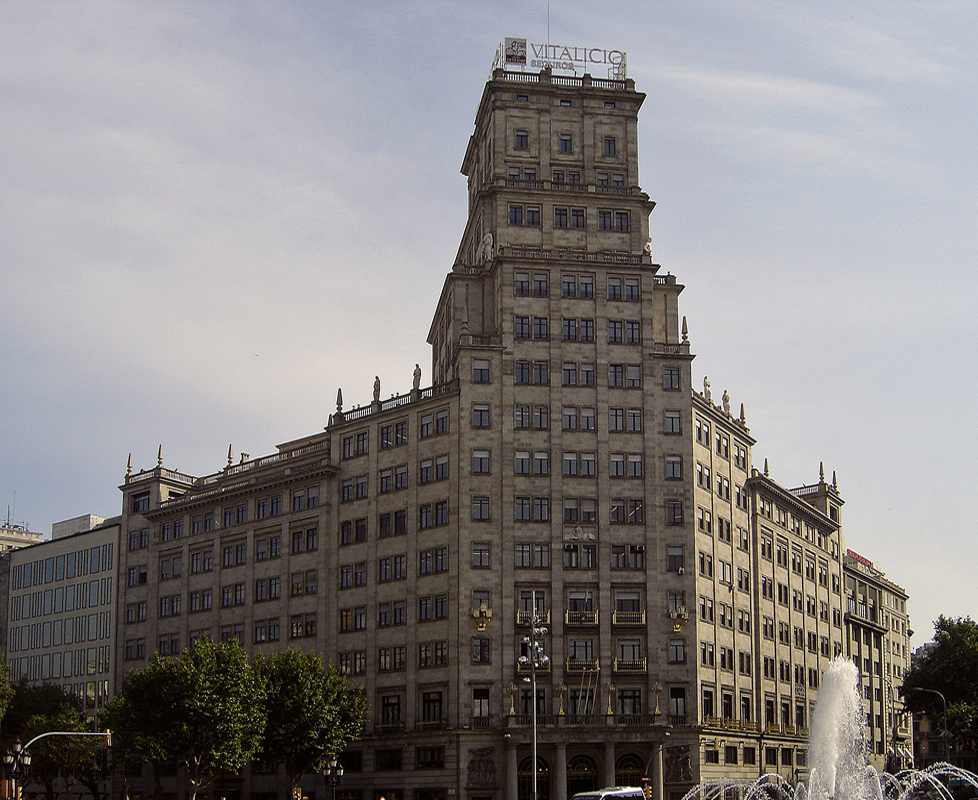
Banco Vitalicio-gebouw

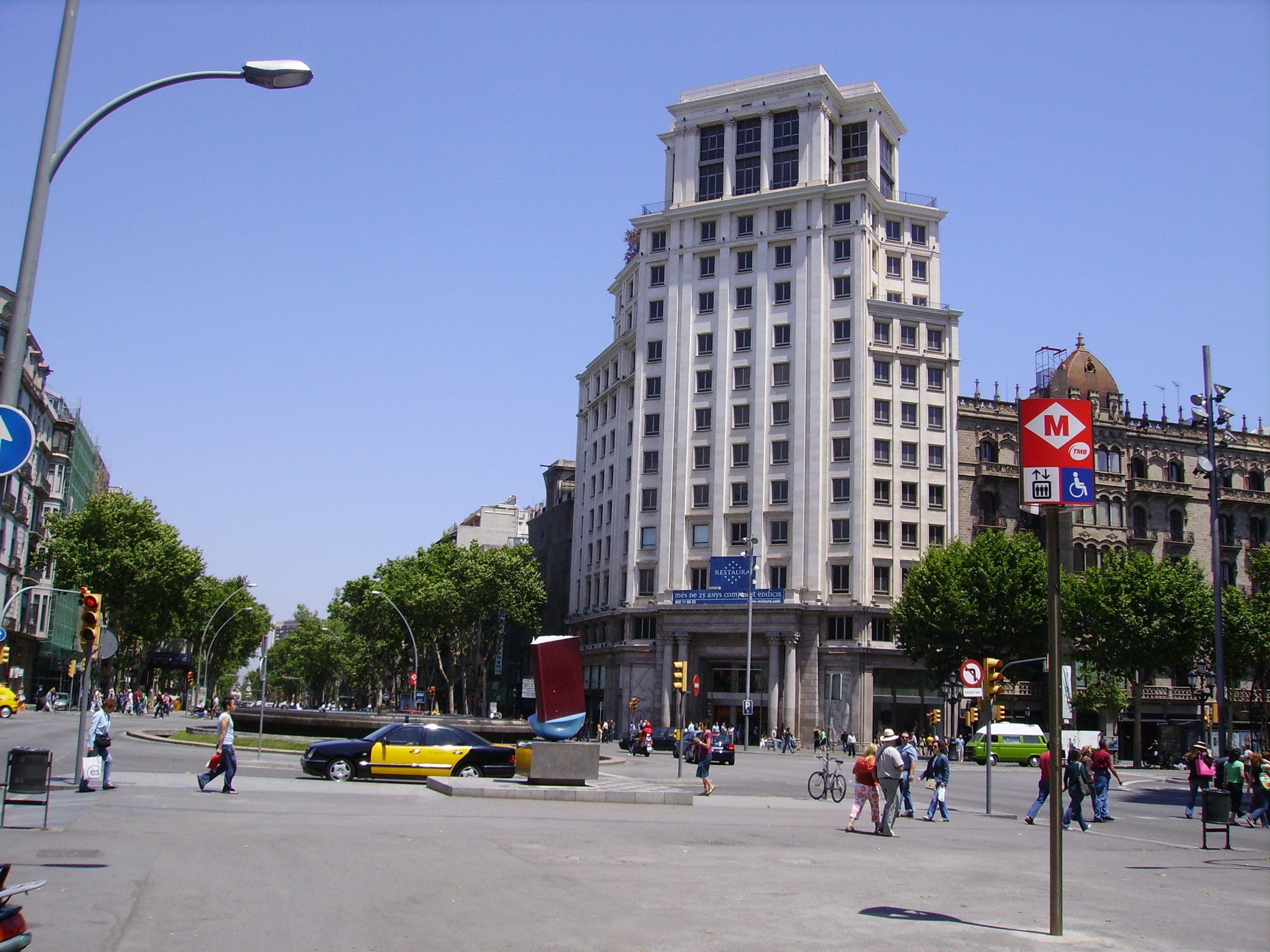
Kruising Gran Via de les Corts Catalanes en de Passeig de Gràcia

Gran Via de les Corts Catalanes, vaak ook Gran Via genoemd, is een van Barcelona's belangrijke lanen.

## Locatie
Deze laan doorkruist de hele stad van het noordoosten, bij de gemeente Sant Adrià de Besòs, tot aan het zuidwesten bij L'Hospitalet de Llobregat. Sommige van Barcelona's belangrijkste pleinen liggen aan deze laan. Dit zijn de volgende pleinen : Plaça d'Espanya, Plaça Universitat, Plaça de Catalunya, Plaça de Tetuan en het Plaça de les Glòries Catalanes. De lengte van deze laan is meer dan 8 kilometer.

## Geschiedenis
De laat-19e-eeuwse planoloog Ildefons Cerdà voegde deze laan toe als essentieel onderdeel van zijn ontwerp van het nieuwe "Projecte de reforma i eixample de Barcelona" (tegenwoordig bekend als "Pla Cerdà"), als een brede laan die een aantal dorpen rond het kustgebied van Barcelona met elkaar zou verbinden. De naam was Lletra N, Número 11 en werd in 1900 hernoemd tot Corts wat een verwijzing was naar het middeleeuwse Corts de Barcelona. Later, na het uitroepen van de Tweede Spaanse Republiek in 1931, werd de laan weer hernoemd. De naam werd toen Corts Catalanes. Na de nationalistische overwinning van de Spaanse Burgeroorlog werd de naam veranderd in Avenida de José Antonio Primo de Rivera in 1939. Tijdens het democratisch herstel in 1979 werd de laan hernoemd tot het huidige Gran Via de les Corts Catalanes.
Op dit moment is men bezig om een Trambesòs-station te bouwen aan de laan.

## Metro
De eerste metrolijn van Barcelona's metro, gebouwd in de jaren 20 onder de naam "Gran Metro", bestreek de afstand tussen Plaça de Catalunya en Plaça Espanya en maakt deel uit van lijn 1.
Er zijn verschillende metrostations aan de Gran Via.
- Ildefons Cerdà (L8)
- Magòria-La Campana (L8)
- Espanya (L1, L3, L8)
- Rocafort (L1)
- Urgell (L1)
- Universitat (L1, L2)
- Passeig de Gràcia (L1, L2, L4)
- Tetuan (L2)
- Glòries (L1)
- Besòs (L4)

## Bezienswaardigheden
- Cinema Coliseum
- Een monument uit 2001 voor de slachtoffers van het bombardement van Fascistisch Italië tijdens de Spaanse Burgeroorlog, tegenover Cinema Coliseum.
- Banco Vitalicio Building
- Het eerbetoon aan boeken monument van Joan Brossa i Cuervo als aandenken van de eerste boekenbeurs in Passeig de Gràcia.